# Gerard Gohou
Gerard Bi Goua Gohou (Gagnoa, 29 dicembre 1988) è un calciatore ivoriano naturalizzato ruandese, attaccante svincolato.

## Palmarès

### Club

#### Competizioni nazionali
- TFF 1. Lig: 1

K. Erciyesspor: 2012-2013
- Coppa del Kazakistan: 3

Qaýrat: 2014, 2015, 2017
- Supercoppa del Kazakistan: 2

Qaýrat: 2016, 2017

### Individuale
- Capocannoniere della TFF 1. Lig: 1

2012-2013 (19 gol)
- Capocannoniere della Qazaqstan Prem'er Ligasy: 3

2015 (22 gol), 2016 (22 gol), 2017 (24 gol)
- Capocannoniere della coppa del Kazakistan: 1

2017 (3 gol)
- Calciatore kazako dell'anno: 1

2015